# 密克羅尼西亞翠鳥
密克羅尼西亞翠鳥（學名Todiramphus cinnamominus）是關島、波納佩及帛琉的一種翠鳥。其下的亞種關島密克羅尼西亞翠鳥因棕樹蛇的入侵而在野外滅絕，只可以飼養繁殖。

## 分類及特徵
密克羅尼西亞翠鳥有三個亞種，每一個限於單一島嶼上：
- 關島密克羅尼西亞翠鳥（T. c. cinnamominus）：指名亞種。
- 波納佩密克羅尼西亞翠鳥（T. c. reichenbachii）
- 帛琉密克羅尼西亞翠鳥（T. c. pelewensis）

已滅絕的琉球翠鳥有時也會被分類成密克羅尼西亞翠鳥的亞種。
這些亞種的分別主要在其主羽及體型大小上，帛琉的最為細小，而關島的則最大。牠們的色彩鮮艷，長約20-24厘米，體型中等。牠們的背部呈虹藍色，頭部呈銹肉桂色。波納佩及帛琉的成鳥下身呈白色，幼鳥的下身卻是肉桂色。相反，關島的雄性成鳥下身卻是肉桂色，而雌鳥及幼鳥的下身是白色。所有亞種的喙都是側面扁平的，腳深色。

## 行為

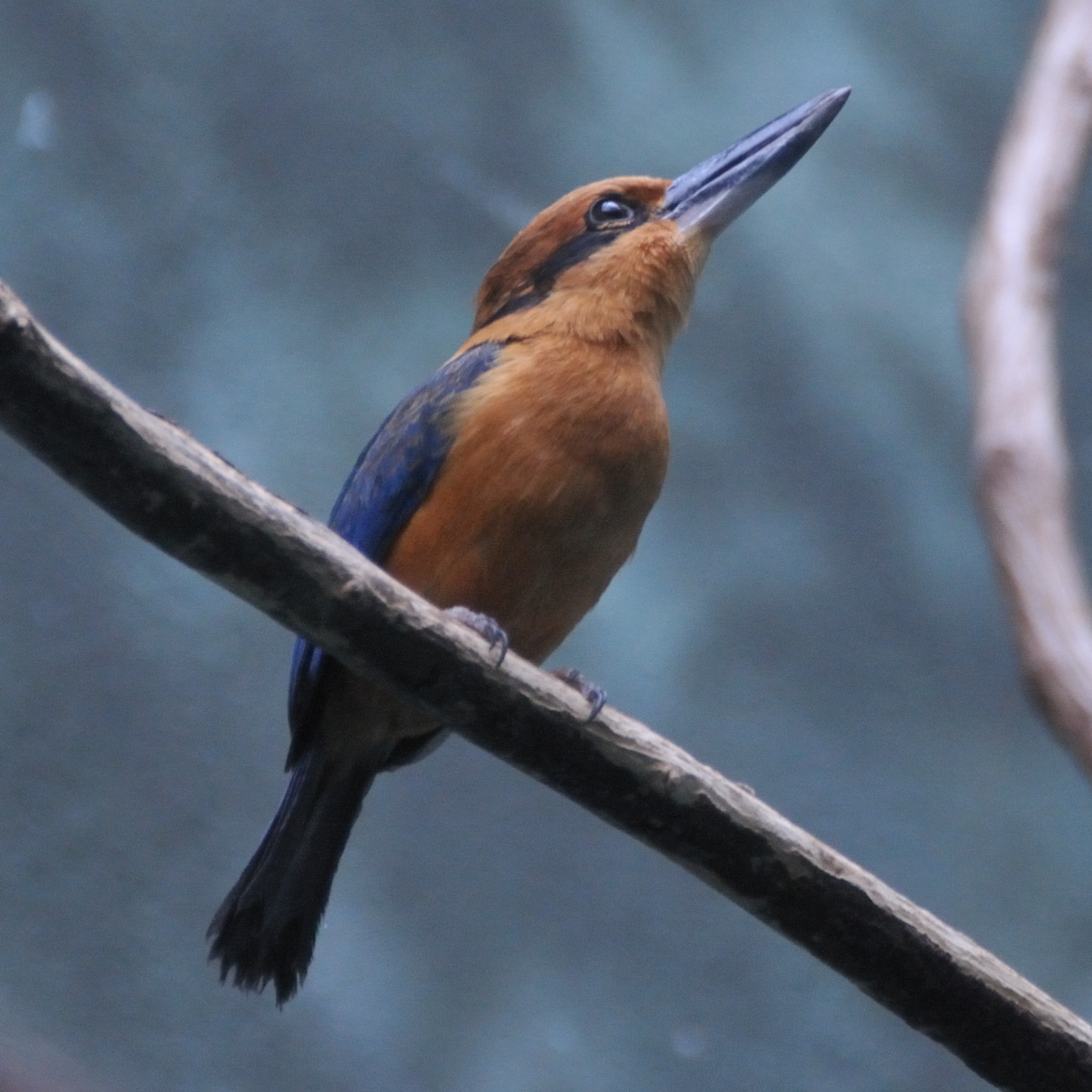
布朗克斯動物園是美國其中一個協助飼養繁殖密克羅尼西亞翠鳥的地方。

密克羅尼西亞翠鳥是生活在森林之中，傾向不怎麼露面。在波納佩，牠們會沿森林邊緣在電話線上覓食；在帛琉的則很不明顯。牠們只吃甲殼類。在關島，牠們的巢是在軟木樹中挖穴而成或進佔白蟻的；在波納佩，牠們的巢則是進佔白蟻的。牠們會保護自己的地盤。雙親都會照顧雛鳥，一些波納佩的雛鳥會留在雙親身邊較長時間。

## 保育狀況
兩個密克羅尼西亞翠鳥的亞種都面臨生存威脅。關島的被入侵的棕樹蛇所滅絕，現時已被美國列為瀕危物種。牠們只有飼養的群落，為數少於100隻。現已有計畫將牠們重新引入到關島的保護區及森林中。在波納佩的亞種於1983年至1994年間就下降了63%。波納佩鳥類的下降原因不明。

## 外部連結
- BirdLife Species Factsheet.（页面存档备份，存于）
- Naturalis
- Pacific Islands Conservation Research